# Hylettus hiekei
Hylettus hiekei es una especie de escarabajo longicornio perteneciente al género Hylettus, categorizada en la tribu Acanthocinini, de la subfamilia Lamiinae. Fue descrita por Fuchs en 1970.
El período de actividad en los ejemplares adultos se presenta en el mes de enero.

## Descripción
Mide 12-13 mm de longitud.

## Distribución
Se distribuye por América del Sur: en Colombia y Ecuador.